# Suosaari (ö i Kuhmois, Höyläsjärvi)
Suosaari är en ö i Finland. Den ligger i sjön Höyläsjärvi och i kommunen Kuhmois i den ekonomiska regionen  Jämsä  och landskapet Mellersta Finland, i den södra delen av landet, 170 km norr om huvudstaden Helsingfors. Öns area är 0,3 hektar och dess största längd är 80 meter i sydöst-nordvästlig riktning.